# Filip Wolfe Sjunnesson
Filip Sjunne Wolfe Sjunnesson, född 10 augusti 1992 i Matteus församling i Stockholm, är en svensk skådespelare.
Sjunnesson har bland annat medverkat i TV-serierna Fartblinda (2019-2022), Eagles (2020-2022) och Strandhotellet från 2023.

## Filmografi (i urval)
- 2019–2022 – Fartblinda (TV-serie)
- 2020–2022 – Eagles (TV-serie)
- 2023 – Strandhotellet (TV-serie)
- 2023 – Barracuda Queens (TV-serie)